# Santa Caterina d'Alessandria (Signorelli)
Santa Caterina d'Alessandria è un dipinto a tempera su tavola di Luca Signorelli, databile al 1512 circa e conservato nel Museo Horne di Firenze.

## Storia e descrizione
La piccola opera, proveniente da una predella della fase tarda di Signorelli, è tradizionalmente considerata l'ultima acquistata da Herbert Horne prima di morire. È stata accostata ai due frammenti con l'Incontro dei pellegrini sulla via di Emmaus e la Cena in Emmaus nella collezione Julius Weitznel e riferita a una presunta predella della pala della Comunione degli Apostoli (Salmi).
Nonostante le piccole dimensioni l'opera si distingue per la qualità, data dall'effetto monumentale della santa, ritratta mentre legge placidamente adagiata sulla ruota dentata, simbolo del suo martirio, e immersa in un paesaggio sintetico. Spicca la macchia rossa del mantello, in cui si creano pighe ampie e profonde, che evidenziano la posizione delle gambe sottostanti.